# Arnd Stein
Arnd Stein (* 1946) ist ein deutscher Psychologe und Psychotherapeut sowie Autor.

## Leben und Wirken
Stein studierte Psychologie an der Ruhr-Universität Bochum und promovierte dort 1975 in den Bereichen Medienpsychologie und Publizistik. Während seines Studiums begann er bereits mit der praktischen Arbeit als Kinderpsychologe; zunächst in einer Erziehungsberatungsstelle und seit 1972 in eigener Praxis. Während seiner Tätigkeit als Psychotherapeut machte er sich auch mit Hypnose- und Entspannungsverfahren vertraut.
Er absolvierte eine langjährige Klavierausbildung, entwickelte auf dieser Grundlage spezielle Entspannungs-Kompositionen (Funktionale Musik) und führte in diesem Musik-Genre den Ruhepuls-Rhythmus von 60 Taktschlägen pro Minute („Puls-Takt 60“) als besonders beruhigende rhythmische Basis ein. Zudem entwickelte er eine Autosuggestions-Technik mit den von ihm so benannten Varianten „Tiefensuggestion“ und „Aktiv-Suggestion“.
1987 gründete er den Verlag für Therapeutische Medien in Iserlohn, von dem von ihm konzipierte Tonträger produziert und vertrieben werden.
Stein ist approbierter Psychotherapeut und seit Jahrzehnten als psychologischer Berater von Printmedien sowie durch zahlreiche Rundfunk- und Fernsehsendungen bekannt. Er lebt in Iserlohn.

## Schriften (Auswahl)
- Worte, die wirken. Körperlich und seelisch gesund aus eigener Kraft. Kösel-Verlag, München 1989, ISBN 3-466-34229-5.
- Mein Kind hat Angst. Wie Eltern verstehen und helfen können. 2. Aufl., Lübbe Verlag, Bergisch Gladbach 1996. ISBN 3-404-66210-5.
- Wenn Kinder aggressiv sind. Wie wir verstehen und helfen können. Rowohlt, Reinbek bei Hamburg 1999. ISBN 3-499-60582-1.
- Das neue Rechtschreibspiel. Fehler verstehen und beseitigen. Mit 81 Diktaten und Grundwortschatz für Kinder bis 12 Jahren. 35., aktualisierte Aufl., Kösel-Verlag, München 2008, ISBN 3-466-30786-4.

## Tonträger
- Elemente. Verlag für Therapeutische Medien, Iserlohn, 1997, ISBN 978-3-89326-923-5
- Den Stress bewältigen. Belastbarer und leistungsfähiger durch positive Leitsätze. Verlag für Therapeutische Medien, Iserlohn 1998 (= „Aktiv-Suggestion“), ISBN 3-89326-983-5. (CD und Info)
- Top-Hits zum Entspannen  Vol. 1. Verlag für Therapeutische Medien, Iserlohn 1998, ISBN 3-89326-901-0. (CD; Sampler)
- Am Meer. Entspannungsmusik. Verlag für Therapeutische Medien, Iserlohn 2001, ISBN 3-89326-925-8. (CD)
- Wellness-Musik  Vol. 1. 2. Aufl., Verlag für Therapeutische Medien, Iserlohn 2002, ISBN 3-89326-960-6. (CD)